# Empires et Dynasties
Empires & Dynasties (abréviation E&D) est un jeu de rôle (JdR) français de Patrick Durand-Peyroles. Une première version du jeu, tronquée et morte dans l'œuf, fut réalisée en 1986 par PB Productions. Une seconde édition plus étoffée fut publiée en 1988 par l'éditeur de jeux de rôles Dragon Radieux.
Ce jeu de rôle est très difficile à catégoriser. Sa conception, très ancienne (remontant aux années 1970), fortement marquée par la culture anglo-saxonne tant dans la conception des règles en vigueur à l'époque, que l'organisation territoriale de l'empire de NeyDora, librement inspiré du système territorial nord-américain (state - shuder ; county - nasher ; township - shader…) mais aussi avec une vision très personnelle d'un monde à la fois antique ou médiéval avec des avancées technologiques particulières, une mythologie et histoire d'une profondeur qui n'apparaissent guère dans la version éditée, et une géographie très détaillée et cohérente sur l'ensemble d'une planète, en ont fait un jeu difficile d'accès. En effet, il n'y a pas les références classiques que l'on retrouve sur les mondes de Fantasy ou de médiéval fantastique.
La magie, elle-même élément important dans de nombreux jeux, est ici traitée de manière très spécifique.

## Concepts de base
Dans Empires & Dynasties, les joueurs incarnent chacun une lignée de personnages-joueurs (PJs) issue d'une famille Reahnii. Aventure après aventure, les joueurs peuvent ainsi voir évoluer les descendants de leur personnage-joueur d'origine, des plus bas niveaux de la société vers les sommets de l'empire. Les campagnes permettent également de découvrir peu à peu les secrets de Reah, le monde qui sert de cadre aux aventures. De ce monde, dont l'étendue rappelle celle des univers de RuneQuest ou de Tékumel, seule une petite partie est décrite et explorée dans les livrets de bases et les suppléments du jeu. Ce sont les territoires exotiques et mystérieux de l'Empire de Ney-Dora et ses colonies proches.

## Histoire éditoriale

### Publication
La conception d'Empires & Dynasties débuta dans les années 1970, date à laquelle le jeu de rôle (JdR) commençait à peine à se faire connaitre sur le territoire français.
Une première édition de 1986, en partie réalisée par PB Productions alors établi à Chambéry, ne fut pas commercialisée par suite de la disparition de l'entreprise. Ce premier jet originel se présentait sous la forme d'un livret à couverture souple illustrée par Caza contenant :
- Les règles de base.
- Une description du monde de Reah.
- Une carte grand-format en couleur du continent d'Amodan.

Le second livret prévu, La Légende des Temps Gris, ne fut pas édité par suite de la disparition prématurée de l'éditeur.
La deuxième version, éditée par le magazine-devenu-éditeur Dragon Radieux, apparut dans le commerce en janvier 1988. Sa maquette fut réalisée sur un Atari ST 1040 avec un logiciel de PAO primitif de Publishing Partner. Les textes durent être « flashés » sur une photocomposeuse de l'époque, qui avait été préalablement reliée à l'ordinateur par un câble fait maison. Les illustrations furent réalisées par Guy Roger, reconnu pour son travail d'illustrateur dans la collection Fleuve noir-Anticipation, qui signa les dessins de couverture et quelques dessins intérieurs, et par Franck Drevon, qui signa bon nombre d'illustrations intérieures au caractère souvent humoristique. L'auteur lui-même réalisa des plans et des cartes très détaillés, ainsi que quelques dessins intérieurs complémentaires. Le tout se présentait alors sous la forme d'une boite rigide solide contenant :
- Un livret de règles et de descriptions, intitulé Le Monde de Reah.
- Un livret de descriptions plus approfondies sur les cultes, la magie, etc., intitulé La Légende des Temps Gris.
- Une carte au format 80 × 60 cm en couleur représentant les régions principales de Reah.
- Un paravent en 3 volets pour le Meneur de jeu (MJ)

### Présent
(février 2018).
Même si les diverses éditions d'Empires & Dynasties ne sont plus disponibles à la vente depuis longtemps, le jeu et son univers exotique est toujours présenté par le biais de son site officiel et de sa liste de discussion.
Patrick Durand-Peyroles, l'auteur du jeu, avait projet de présenter une nouvelle version du jeu, intitulée Empires & Dynasties II - Le Monde de Reah, mais ce projet est, en l'état, abandonné pour être poursuivit sous une autre forme. 
La prochaine version du jeu sera vraisemblablement publiée en différents modules librement consultables sur le site officiel pour certains, ou commercialisés sous forme d'ouvrages thématiques, ou cartes géographiques. Une version en "boite" classique n'étant pas viable compte tenu des coûts que cela pourrait engendrer. 
D'autre part, le Monde de Reah se décline également sous forme d'un roman appelé Aventures fabuleuses d'un flibustier tome 1.
En automne 2010 a été publié un premier tome d'une collection de textes inédits, issus des notes de l'auteur et qui retrace l'histoire du monde de Reah depuis les origines stellaires jusqu'à la période contemporaine (celle qui est décrite dans le jeu original). Ces livres se veulent des compléments de contexte et ne contiennent aucun élément de jeu à proprement parler (règles, scénario...). Un second tome est en préparation (automne 2019). Voir Cahiers de l'Histoire Universelle du monde de Reah.

## Univers

### Le monde de Reah
Reah, officiellement connu sous le nom de Xu-Reahna, ou Là où Règnent les Vents, est une planète aux dimensions colossales, pleine d'antiques mystères et de vastes zones plus ou moins sauvages ouvertes à l'exploration. De jungles inextricables en déserts torrides ou glacés, en passant par de prodigieuses chaines de montagnes abritant nombre de vallées perdues, les Reahnii n'ont que l'embarras du choix quand arrive le temps des expéditions.
Pourtant, malgré ces imposantes proportions et multiples variations de reliefs et de climats, seule une partie de Reah est connue des cartographes officiels. Cette région est essentiellement celle de l'empire dit de NeyDora, dont l'immense territoire s'étend le long des fertiles vallées du Shüb (Shübermanii, le Pays du Fleuve) et du sous-continent du Nodekan, jusqu'aux pics sacrés du Beth-a-shavan-El et aux lointains rivages du continent-île d'Amodan.
Même si le niveau technique et scientifique au sein et autour de l'empire rappelle celui d'un Moyen Âge ou d'une Renaissance, ses habitants sont de temps à autre confrontés aux restes millénaires d'une civilisation technologique plus avancée, vestiges parfois assimilés à de la magie ou de la sorcellerie. En effet, plus de 6000 années Reahnii avant l'ère actuelle, Xu-Reahna était le centre politique, culturel et scientifique d'un vaste empire galactique. Après la dislocation de cet ensemble, une phase de bouleversements aigües ravagea la planète, et elle tomba dans l'oubli. 
Cette période troublée, Les Temps Gris, n'a désormais qu'un écho diffus et déformé dans les croyances populaires et les mythes religieux des actuels habitants de l'empire de NeyDora et de ses états voisins.

### La société
Très structurée et pour l'ensemble paisible, la dense société des citoyens impériaux du Shübermanii et de ses deux capitales, Phearys et Mangor, se divise en classes sociales distinctes. Au plus bas est le bas-peuple, catégorie principalement composée de paysans, d'artisans et de petits commerçants. Au-dessus se trouvent des notables ayant des liens avec les militaires et les religieux. Enfin, une aristocratie cantonnée aux riches quartiers des villes principales veille au bon maintien de ses prérogatives et à la bonne marche des affaires de l'état.
Deux institutions fondamentales permettent au pouvoir impérial d'asseoir son emprise sur la société. Il s'agit de l'Armée, dont Phaerys sert de centre névralgique, et des Très-Saints-Temples (TST), installés à Phearys et à Mangor: le Très-Saint-Temple de Phearys et le Très-Saint-Temple de Mangor. Bien que fondées sur le même héritage cultuel, ces deux institutions sont d'obédiences distinctes, ce qui les divise et les oppose sur le dogme.
Le jeu actuel met surtout l'accent sur la vision « impériale » de la vie sur Reah. C'est en effet le point de vue des citoyens de l'Empire dit de Ney-Dora qui est offert. Il existe toutefois des Kaders (royaumes) indépendants et d'autres entités très importantes, pour l'heure peu évoquées dans l'édition courante.

### Secrets
De prime abord, la vie quotidienne des Reahnii se présente sans éléments fantastiques d'importances. Dragons, lutins, et autres magiciens maniant leur art aux coins des rues n'existent pas. À part quelques éléments pittoresques, tel les structures et les rapports sociaux, ou la faune et la flore, la vie sur Reah ressemble à celle décrite dans beaucoup d'environnements de jeux à caractère médiéval.
Cela n'est qu'une apparence, bien sûr. Les secrets qui s'étendent dans les ombres de la culture Reahnii sont en effet nombreux, vastes par leur échelle, et souvent inconsciemment soutenus par les autorités politiques et religieuses qui régissent ce monde. Les révéler est une tâche difficile et parfois périlleuse qui nécessite bien la vie de lignées entières d'aventuriers.

### La Légende des Temps Gris
Pivot de la mythologie Reahnii, du culte officiel du Dieu Unique et Fort et des cultes frères, la Légende des Temps Gris est le Grand Livre Sacré de Reah.
Regroupant à la fois des légendes, des prières officielles, et des écrits prophétiques à l'origine du différend opposant les temples des deux métropoles de Phearys et de Mangor, cet ouvrage, disponible aux seuls initiés, décrit de manière plus ou moins allégorique une période historique charnière entre le monde révolu de Mu-Shin (ou MuShin) et l'ère de l'Empire de Ney-Dora (ou NeyDora).
Les Temps Gris durèrent près de trois siècles, soit l'équivalent de 500 des années de Terra Solaris III (ou Xu-Sheanan). Durant cette période, les effets de deux phénomènes distincts - les ravages créés par une guerre à l'échelle de la planète Reah entière, et les bouleversements planétaires liés à un changement de position des astres Ma et Da du système planétaire Mu-Maadan - se conjuguèrent pour profondément altérer Reah et la vie de ses habitants.

### Une Cosmographie particulière
Le système de Mu-Maadan est un système binaire : les planètes, dont XuReahna tournent autour de deux soleils, qui eux-mêmes sont en révolution l'un autour de l'autre. il en résulte une Grande Année de près de 6000 ans (reahnii). Lors du plus grand éloignement de Reah de l'astre Ma (le soleil principal), un hiver prolongé de 6 siècles environ se produit. Ce phénomène s'est, la dernière fois dans l'histoire, remarqué au tout début de l'ère de NeyDora, en se conjuguant avec les guerres des Temps Gris. Le futur épisode hivernal viendra vers les années 6000 de l'ère actuelle. Or, c'est à cette même époque que doivent se révéler des prophéties primordiales, dont celle de l'Envoyé de XuSheanan.
Les habitants n'ont guère conscience de ce phénomène qui va pourtant durablement bouleverser leur vie. Mais cela sera pour les futures générations…
Des informations à ce sujet sont contenues, de manière diluée, dans l'Anashiva 2, La Mangoranii.

### Les Prodiges Étranges
La magie et les sorts, ou Prodiges Étranges (ou Arts Étranges, dans la nouvelle dénomination), ne jouent pas un rôle prépondérant dans l'univers de Reah. Chasse-gardée de la prêtrise Reahnii, il en existe pourtant 4 types. Il peut s'agir:
- D'artéfacts de technologies pré-Temps Gris révolues.
- De pouvoirs ayant une origine d'ordre divin, maîtrisés par la Haute prêtrise
- De sorts « naturels », ayant leurs origines dans les forces de la nature (éléments au nombre de six dans la terminologie reahnii : terre, air, feu, eau, animaux, végétaux) et de l'univers. Plus de précisions sont apportés à ces 6 éléments dans le jeu Yurl'h, le "spin off" de Empires et dynasties.
- De pouvoirs d'ordre psychique, issus du contrôle que certains Reahnii exercent sur les capacités de leurs propre corps. Capacités psychiques le plus souvent dérivées de mutations génétiques liées : a) séquelles des guerres galactiques pré-Temps-gris ; b) souches de populations issues des voyageurs et colons stellaires de l'antique empire de MuShin. On estime qu'un pour cent de la population de l'empire de NeyDora révèle des séquelles liés à cet héritage. La mutation la plus fréquente et visible, est la présence de six doigts et orteils. Cette différenciation départage les populations humaines.

L'exercice des Prodiges Étranges est très restreint. Il est non seulement éreintant, si ce n'est tout bonnement dangereux, mais aussi très compromettant, car il attire rapidement l'attention des autorités religieuses, très soucieuses d'en conserver le contrôle et les secrets.
Les personnages qui dévoilent malgré eux ces compétences sont pourchassés par les autorités religieuses et sont mis à la vindicte de la population ; la propagande officielle vise à faire considérer ces êtres comme des débiles ou des fous.

## Règles

### Personnages-joueurs et familles
Empires & Dynasties propose de jouer une série de personnages issue d'une même lignée. Lorsque la mort frappe, les joueurs reportent simplement leur attention sur la descendance du personnage-joueur mort, établie dès sa création et gérée en parallèle aux aventures. À chaque passage de témoin entre générations, la descendance hérite d'une partie du capital en biens et en compétences du parent décédé.
Les personnages-joueurs peuvent aussi évoluer grâce au principe de l'expérience acquise aventure et le suivi d'études dans des écoles spécialisées, localisées géographiquement dans l'Empire. Les personnages sont d'ailleurs définis par « professions » ou « occupations », et non par « classes » ou « niveaux ».

### Système de jeu
Le système utilise principalement les D100.
Basé sur 10 caractéristiques de base, chaque personnage est décrit par des aptitudes intellectuelles (INTelligence, CULture, VOLonté, COMmunication, PSYchisme) et physiques (FORce, ENDurance, REFlexe, DEXtérité, PERception). Quelques caractéristiques secondaires décrivent les Sens, ainsi que la Santé Mentale et la Santé Physique du personnage. Un nombre de points que le joueur répartit sur ces caractéristiques définissent ensuite des pourcentages.
Les niveaux de compétences sont calculés à partir des dix caractéristiques de base, selon une formule classique dans le monde du jeu de rôle car inspirée du système de règles BASIC: Caractéristique A + Caractéristique B +/- Bonus/Malus = Pourcentage de réussite; le jet de dé devant être inférieur ou égal à ce pourcentage.
Ce système de plus de trente ans et qui avoue son âge a été amendé par la suite dans un projet de simplification, avant d'être utilisé dans le jeu de rôle Yurl'h, du même auteur. Il n'en demeure pas moins qu'Empires & Dynasties met l'accent sur l'interaction entre les joueurs, plutôt que sur l'application stricte d'un nombre important de règles et de lectures de tables.
Il est très éloigné de ce qui se fait actuellement en la matière.

#### Révision du système de jeu
Actuellement (2021) une révision globale du système de jeu est en cours. Des informations seront progressivement données sur le site officiel et pourra tenir compte des avis de joueurs lors de tests.

#### L'univers du jeu dans la nouvelle version
Le jeu publié projetait les joueurs dans les années 5800 de l'ère dite de NeyDora. La nouvelle version du jeu proposera de reculer dans le temps et de placer le début des aventures entre les années 1650 et 1740, ce qui apportera de considérables changements dans la société reahnii. D'autre part, le principe sera de recentrer le jeu sur la cité de Mangor, qui sera considérablement développée pour l'occasion. Mais attention, la Mangor de 1740 ne sera pas celle de 5800... Ce retour dans le passé de près de quatre millénaires plongera les joueurs dans une cité à l'aspect plus médiéval (mais rien à voir avec un Moyen-Age terrien ou de fantasy classique), qui apportera en même temps des réponses à des mystères un peu cachés dans la version actuelle du jeu (version Dragon Radieux).
Le choix de Mangor pour débuter les aventures semble plutôt pertinent : une cité au cœur d'un archipel à l'embouchure du fleuve géant, le Shüb, ouverte sur le monde maritime et fluvial, cité de pèlerinages et place commerciale de très grande importance, c'est le lieu idéal pour l'aventure. 
Mangor fera l'objet d'une publication sous forme d'un Atlas, avec une cartographie entièrement nouvelle et détaillée, atlas accompagné certainement de posters pour les cartes de grand format (prévision 2024).

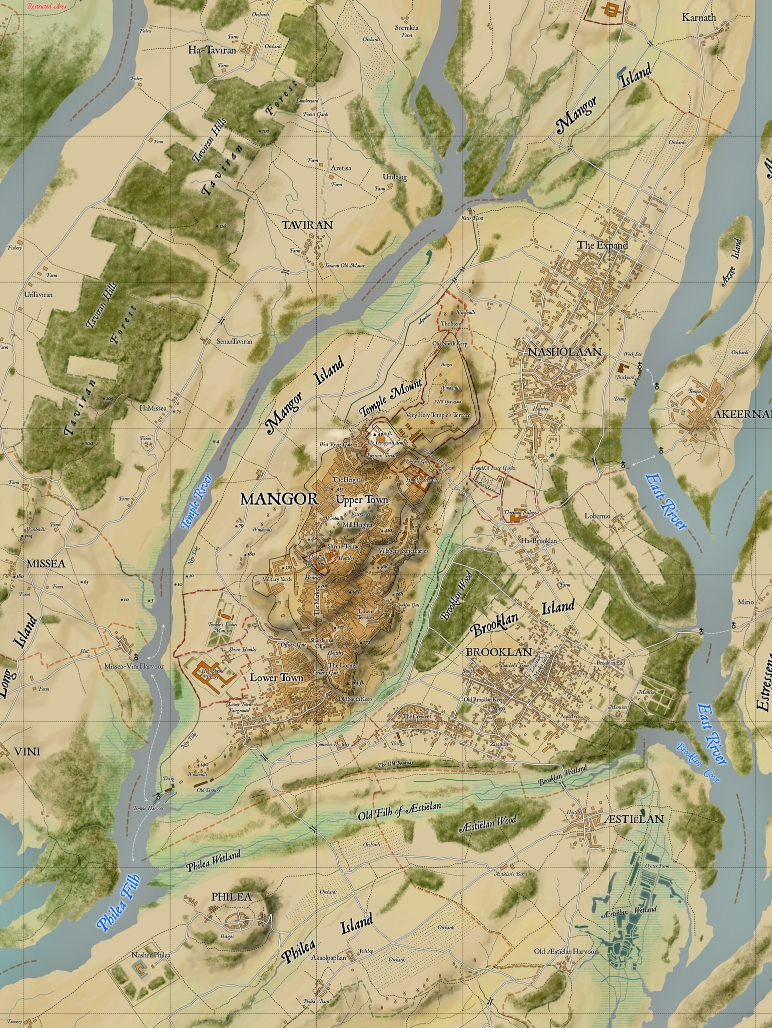

## Suppléments

### Anashiva Reahna (Chroniques de Reah)
Trois Anashiva ont été publiées. 
- (1) L'Art de la Guerre (ed. Dragon Radieux), qui traite de l'armée impériale de Phearys.
- (2) La Mangoranii (ed. Dragon Radieux), qui décrit une province de l'Empire.
- (3) Périple en Amodan (ed. Presses du Midi), qui décrit le continent austral de Reah.

Ces livrets sont accompagnés de cartes et contiennent tous des scénarios. D'autres scénarios ont été publiés dans certains numéros des revues Dragon Radieux et Casus Belli.

### Questions pour un Empire
Ce livre révélait certains secrets fondamentaux du jeu. Y était même établi un lien entre Reah et le décor de campagne médiéval-fantastique de Trégor (ed. Dragon Radieux).
Indisponible, il ne sera pas réédité. Diverses informations contenues dans cet ouvrage sont obsolètes, compte tenu des remaniements importants du jeu et de l'univers, et aussi certains éléments seront intégrés dans les Cahiers de l'Histoire universelle (voir ci-dessous).

### Cahiers de l'Histoire universelle du Monde de Reah
Cette collection inédite regroupe des textes issus des notes de l'auteur sur les origines et l'histoire de son monde de fiction.  
Le tome 2, en cours d'écriture, n'est pas encore publié (2018) - Le premier tome est disponible pour l'instant, même si une nouvelle édition, étendue et apportant de nouvelles informations, dont certaines qui étaient redondantes avec Questions pour un Empire (épuisé). 

#### Tome 1 - La gloire des étoiles - Étude sur les origines, l'empire de Mu-Shin
Ce premier opus fait le point sur les plus anciennes civilisations stellaires (Vihanii, Hu-Llivanii, Ela-Amii), depuis plus de soixante millions d'années jusqu'à l'approche des Temps gris. Il y  a aussi une localisation astronomique du monde de Reah. 

#### Tome 2 - Les âges de cendre - Les Temps gris - De la chute de Mu-Shin à la naissance de l'empire de Ney-Dora (an 0)
Description de cette époque charnière (-500 à + 150 environ) entre l'effondrement total de l'empire galactique (Mu-Shin) et le nouvel empire dit de Ney-Dora, né dans un contexte d'apocalypse. Naissance des mythes fondateurs du monde de Reah actuel, des principales religions et des lois fondamentales de l'Empire de NeyDora.

## Produits Dérivés

### Yurl'h
Ce jeu de rôle (JdR) français (ed. Tamise Productions), aussi de Patrick Durand-Peyroles, est indépendant de celui d'Empires & Dynasties, même s'il fait clairement référence au monde de Reah. En effet, le monde d'Yurl'h est membre de l'empire galactique du Mu-Shin, décrit dans E&D et auquel Reah appartient.
Le système de règles des deux jeux est par ailleurs compatible, même si celui de Yurl'h améliore et simplifie celui d'ED. La future version d' E&D se basera sur ce système de règle.

### Laelith
La ville de Laelith est décrite dans un hors série publié par le magazine de jeux de rôle Casus Belli. Laelith n'est pas, à proprement parler, un supplément ou un univers spécifique pour E&D, ni même un "produit dérivé".
Cette ville imaginaire multi-jeux a été imaginée à la même époque que la création de la version Dragon radieux de E&D. De plus, les cartes de la ville ont été réalisées par l'auteur de E&D, Patrick Durand-Peyroles, aussi à l'origine de plusieurs concepts rappelant certains éléments du monde de Reah:
- Le Roi-Dieu Teaphanaerys IV est une émanation de la mythologie Reahnii - On retrouve ce nom dans la liste dynastique des anciens empereurs du monde de Reah.
- Avoisinant la ville de Laelith est une province nommée Egonzathan dont les Hulvaliniens rappellent fortement les Hu-Llivanii de Reah.
- Sur Reah, Laelith existe sous le nom de Han'An. Elle se situe au nord du Beth-a-shavan-El, dans une région très peu accessible. Il est dit qu'elle y serait une « porte sur l'extérieur ».
- En 2018, une nouvelle édition "monumentale" de Laelith, la cité mystique, est éditée par l'éditeur lyonnais Black Book Editions. Ouvrage collectif regroupant près d'une trentaine d'auteurs dont la plupart sont des "anciens" de Casus Bell. Des concepts issus de E&D apparaissent toujours en filigrane dans l'histoire de la ville, notamment concernant le Temple du Nuage ou les HuLlivanii, même s'il n'existe aucune référence à E&D dans l'ouvrage. Un nouveau plan de la ville (Laelith en 1058) par Patrick Durand-Peyroles fait partie des nombreux plans fournis dans cette édition.

### Romans dans le monde de Reah
Le monde de Reah qui sert de cadre au jeu Empires et dynasties se décline aussi sous forme de romans, dont le premier, Aventures fabuleuses d'un flibustier, aborde le thème de la découverte progressive de Reah par le biais d'un manuscrit retrouvé dans un ancien hôtel particulier d'armateur de La Rochelle. C'est le principe de la découverte par effet extérieur qui est ici privilégié tandis que d'autres textes vont décrire ce monde de l'intérieur (narration par un Reahnii). Le monde de Reah, par sa complexité et sa richesse, permet une multitude d'histoires pouvant être rédigées soit par l'auteur lui-même, soit par des rédacteurs tiers ayant une connaissance approfondie de cet univers, sous les conseils de l'auteur mais en adoptant une certaine liberté de situations et de création.

## Publications

### Règles de Base
- Empires & Dynasties - (1986) - première édition.

Boite de base en français - Éditions PB Productions.
- Empires & Dynasties - (janvier 1988) - deuxième édition.

Boite de base en français - Éditions Dragon Radieux.

### Suppléments
- Anashiva Reahna no 1 : L'Art de la Guerre - (janvier 1988) - première édition.

Supplément de contexte en français - Éditions Dragon Radieux.
- Anashiva Reahna no 2 : La Mangoranii - (janvier 1989) - première édition.

Supplément de contexte en français - Éditions Dragon Radieux.
- Anashiva Reahna no 3 : Périple en Amodan - (janvier 1992) - première édition.

Supplément de contexte en français - Éditions Les Presses du Midi.
- Questions pour un Empire - (janvier 1994) - première édition.

Supplément de contexte en français - Éditions Tamise Production.
- Questions pour un Empire - (2003) - deuxième édition.

Supplément de contexte en français - production amateur sous forme électronique réalisé par l'auteur.
- Questions pour un Empire - (2010) - troisième édition. Epuisé.

Supplément de contexte en français - Livre - Éditions Durand-Peyroles.
- La gloire des étoiles - Cahiers de l'Histoire universelle du monde de Reah - 1 - Etude sur les origines, l'empire de Mu-Shin - (2010) - première édition.

Supplément de contexte en français - Livre - Éditions Durand-Peyroles.
- Les âges de cendre - Cahiers de l'Histoire universelle du monde de Reah - 2 - Les Temps gris - De la chute de Mu-Shin à l'empire de Ney-Dora.

Supplément de contexte en français - Livre -  (ISBN 978-2-900975-08-4) (Parution automne 2019).

### Romans
Le cycle maritime du monde de Reah
- Aventures fabuleuses d'un flibustier - (juin 2011) - Roman - Livre papier  et digital - Deuxième édition 2018 - Éditions Durand-Peyroles
- http://empiresetdynasties.com/documents.html